# Wolfgang Johannes Bekh

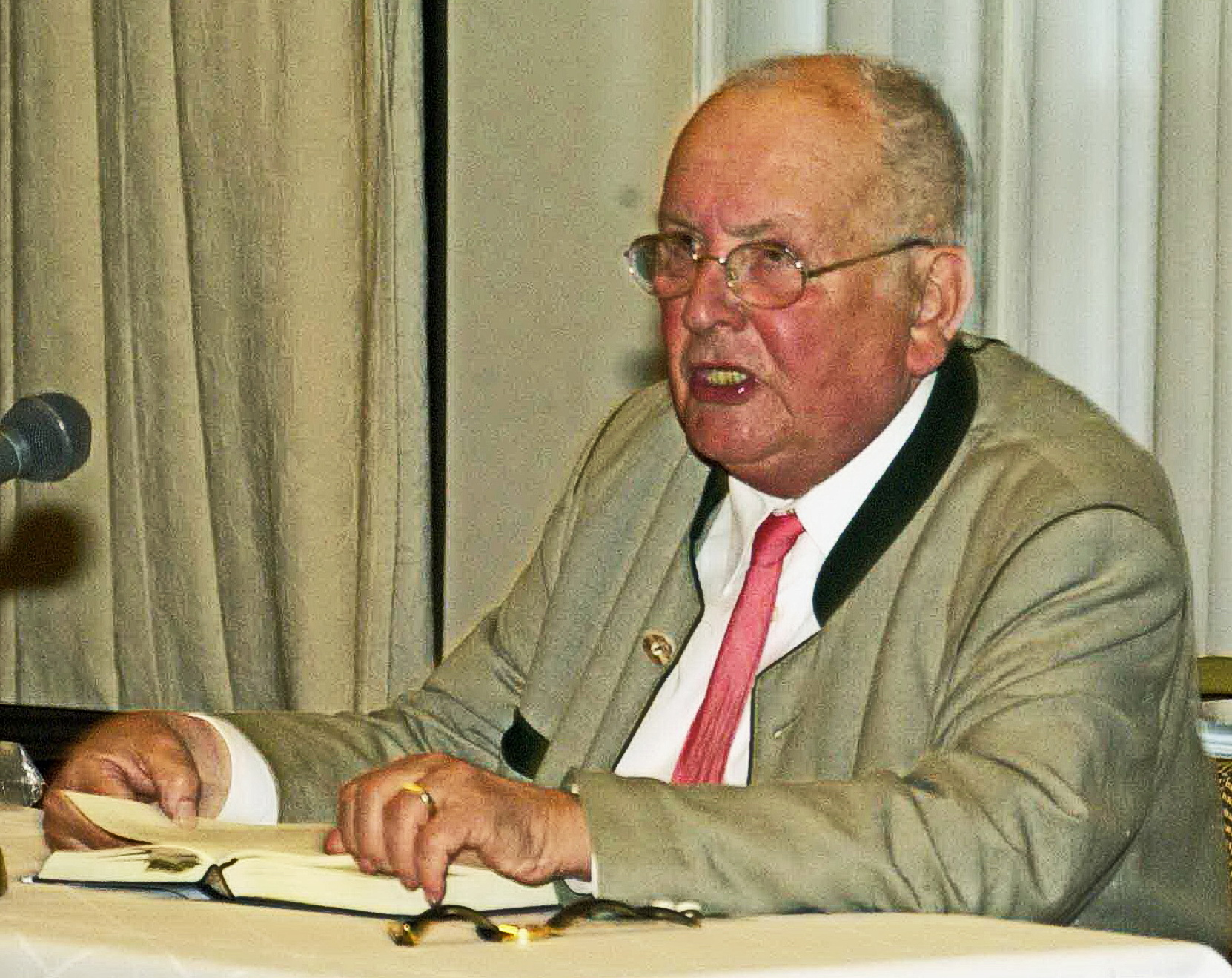
Wolfgang Johannes Bekh, 2002

Wolfgang Johannes Bekh (* 14. April 1925 in München; † 22. Dezember 2010 in Fraunberg-Rappoltskirchen) war ein deutscher Schriftsteller.

## Leben
Wolfgang Johannes Bekh studierte Germanistik und Theaterwissenschaft. Nach Reisen durch Europa war er zunächst Schauspieler und Regisseur, ab 1961 Redakteur beim Bayerischen Rundfunk (u. a. Bairisch Herz, Bayern für Liebhaber), Mitarbeiter zahlreicher Zeitungen und engagierter Heimatpfleger in München. Besondere Bedeutung erlangte Bekh für die Musikwelt als Schöpfer umfassender monumentaler Biographien der Komponisten Anton Bruckner und Gustav Mahler. Sein Werk Anton Bruckner. Biographie eines Unzeitgemäßen ist dem zeitgenössischen Komponisten Heinz Winbeck und seiner Frau Gerhilde gewidmet. In den letzten zwei Lebensjahren kam es auch zu einem Briefwechsel mit dem jungen Komponisten Daniel Hensel.
Ab 1965 war er Turmschreiber, ab 1967 Gildenmeister der Innviertler Künstlergilde. 2010 erhielt er den Bairischen Sprachlöwen des Landschaftsverbands Erding-Ebersberg des Fördervereins Bairische Sprache.

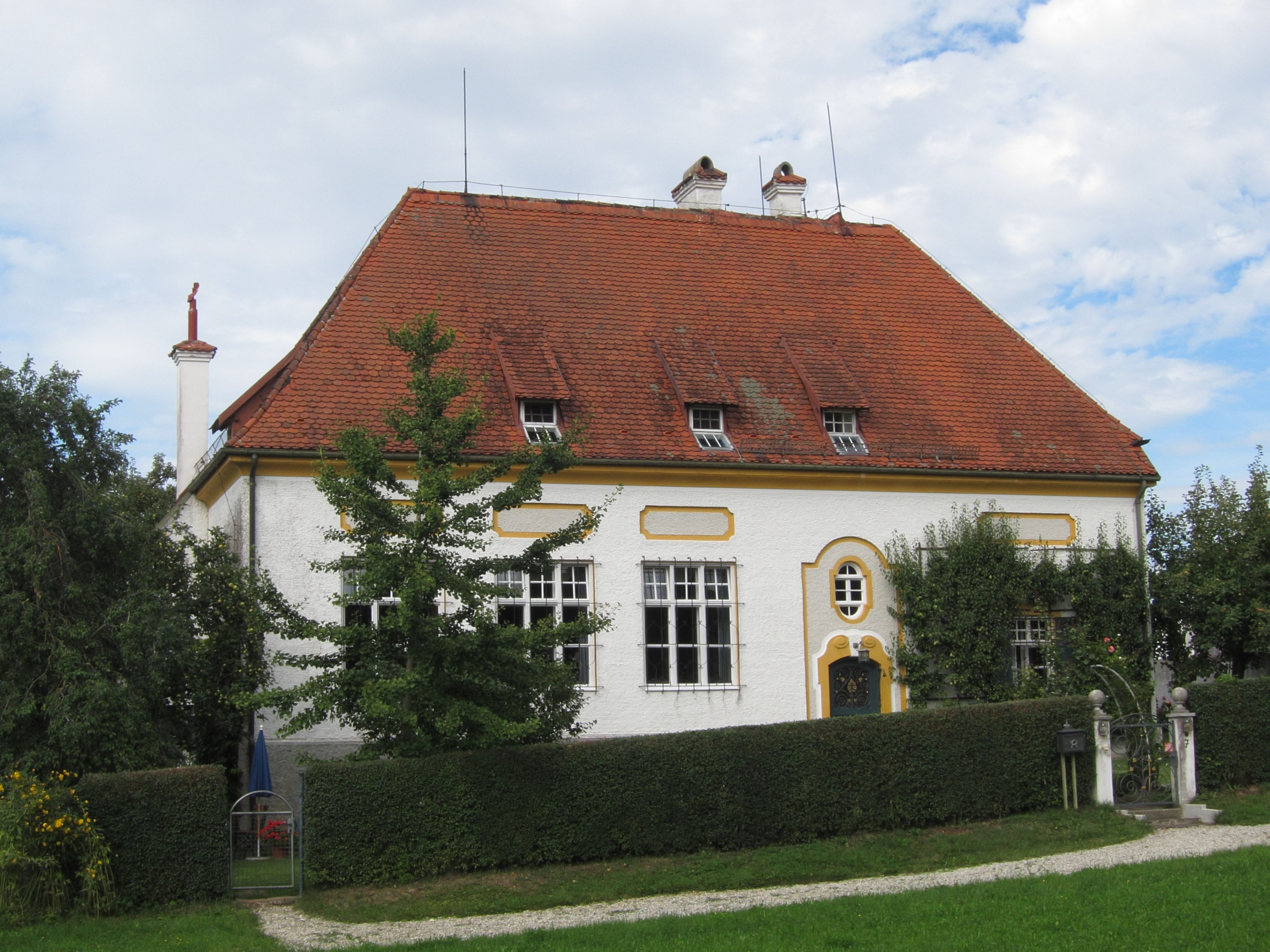
Bekhs Wohnhaus

Bekh lebte ab 1969 im ehemaligen Schulhaus von Rappoltskirchen. Dort starb er am 22. Dezember 2010, nachdem eine erstmals zehn Jahre zuvor festgestellte Krebserkrankung wieder ausbrach.

## Veröffentlichungen (Auswahl)
- 1964: Die Münchner Maler. Essays, Südd. Verlag
- 1965: Apollonius. Roman, Richard Pflaums Verlag
- 1969: München in Bayern – Bayern in Europa. Unzeitgemäße Meinungen aus den Sechziger Jahren. Schriften und Belege 1960 - 1967, Gutenbergsche Verlagsanstalt, Liechtenstein
- 1975:  Die Herzogspitalgasse oder Nur die Vergangenheit hat Zukunft. Roman, W. Ludwig Verlag, Pfaffenhofen/Ilm ISBN 3-7787-3050-9
- 1978: Sehnsucht lässt alle Dinge blühen. Roman, W. Ludwig Verlag
- 1981: Adventgeschichten, W. Ludwig Verlag
- 1981: Tassilonisches Land, W. Ludwig Verlag
- 1984: Dichter der Heimat, W. Ludwig Verlag
- 1988: Laurin. Roman, Martin Verlag
- 1990: Alois Irlmaier. Der Brunnenbauer von Freilassing. Sein Leben und seine Voraussagen, W. Ludwig Verlag, 1990, ISBN 3-7787-3381-8
- 1993: In des geheimen Reiches Mitte, W. Ludwig Verlag
- 1994: Therese von Konnersreuth. Ein Leben für die Wahrheit, W. Ludwig Verlag
- 1995: Am Brunnen der Vergangenheit, Erinnerungen, Erster Band, Turmschreiber Verlag, Pfaffenhofen
- 1997: Selbstbildnis mit Windrad. Erinnerungen, Zweiter Band, Turmschreiber Verlag, Pfaffenhofen
- 1999: Die Entdeckung der Nähe, Erinnerungen, Dritter Band, Turmschreiber Verlag, Pfaffenhofen
- 2000: Vom Glück der Erinnerung. Dichter aus Bayern, Sankt Michaelsbund, München
- 2001: Alexander von Maffei. Der bayerische Prinz Eugen, W. Ludwig Verlag, Pfaffenhofen
- 2002: Anton Bruckner. Biographie eines Unzeitgemäßen, Lübbe Verlag
- 2005: Gustav Mahler. Biografie, Amalthea Verlag
- 2007: Festhalten und Loslassen. Der Erinnerungen letzter Band, Turmschreiber Verlag
- Vorhersagen und Prophezeiungen (Bayerische Hellseher, Das Dritte Weltgeschehen, Vorabend der Finsternis, Alois Irlmaier, Mühlhiasl)